# 卡佩利夫卡河
卡佩利夫卡河（烏克蘭語：Капелівка），是烏克蘭的河流，位於該國西部利沃夫州，屬於杜姆尼齊亞河的右支流，發源自扎什基夫和扎瓦季夫之間，河道全長20公里，流域面積106平方公里。